# Condado de Obion
O Condado de Obion é um dos 95 condados do Estado americano do Tennessee. A sede do condado é Union City, e sua maior cidade é Union City. O condado possui uma área de 1 438 km² (dos quais 27 km² estão cobertos por água), uma população de 32 450 habitantes, e uma densidade populacional de 23 hab/km² (segundo o censo nacional de 2000). O condado foi fundado em 1823.